# La venda
La venda es una obra de teatro en un acto escrita por Miguel de Unamuno en 1899 y estrenada en 1913.

## Argumento
María debe vendar sus ojos durante un tiempo para adaptarse a la luz, tras haberse recuperado de una ceguera. Al conocer que su padre está muriendo, se pone una venda y va a mirar a su padre. Cuando llega, está su hermana Marta quien es la razonable de las dos, ya que María es quien tiene fe. Cuando su padre le pide que se quite la venda, ella se niega porque dice que ella no lo mira con los ojos porque lo siente en el corazón. Marta, desesperada, le quita la venda de los ojos y su padre, al ver que María puede ver, fallece. Ella, en dolor por la pérdida, decide no volver a quitarse la venda.

## Estreno
- Teatro Español, Madrid, 25 de mayo de 1913. 
  - Intérpretes: José Tallaví, Julia Delgado Caro.

## Versión para televisión
En el espacio Hora once, de Televisión Española, emitido el 7 de julio de 1968 e interpretado por Amparo Baró y Montserrat Carulla.